# 大日精化工業

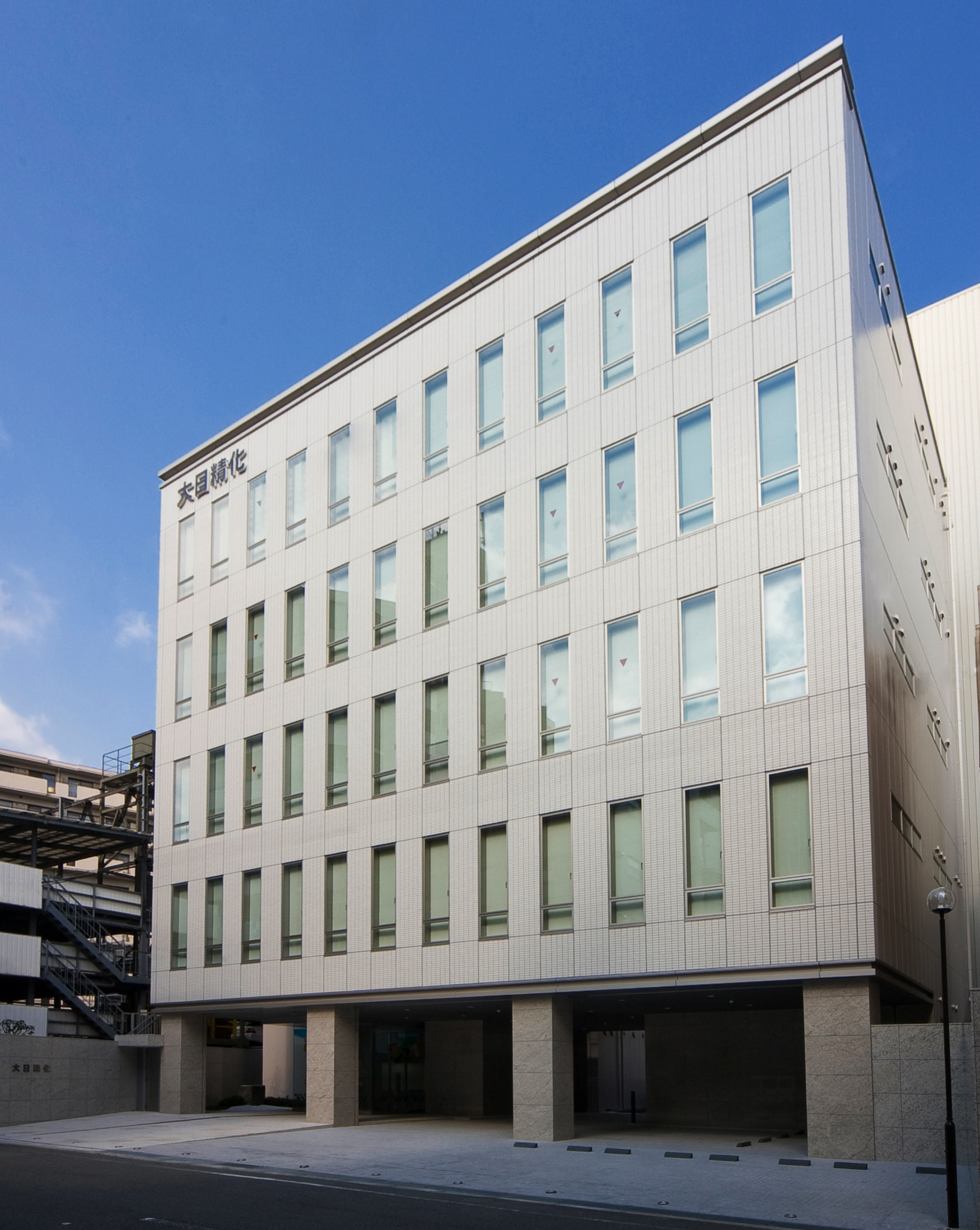
大日精化工業株式会社西日本支社

大日精化工業株式会社（だいにちせいかこうぎょう、Dainichiseika Color & Chemicals Mfg.Co.,Ltd.）は、東京都中央区日本橋馬喰町に本社を置く化学メーカー。

## 概要
1931年に顔料の国産化を目指して高橋義博により創業。
事業内容は、無機、有機顔料及び化工顔料、プラスチック用着色剤、繊維用着色剤、印刷インキ・コーティング剤及び関連機材、合成皮革材料などウレタン樹脂、天然物由来高分子、機能性付与材料、CCMシステムの製造及び販売。
「有機無機合成・顔料処理技術」、「分散加工技術」、「樹脂合成技術」の3つのコア技術を基盤とした製品開発を行い、BtoBメーカーとして、幅広い業界の多様な製品に着色剤と機能性材料を提供している。

## 沿革
- 1931年（昭和6年） - 彩華顔料合資会社として創業
- 1938年（昭和13年） - 紺青・黄鉛・染付顔料・アゾ系顔料の本格生産開始
- 1939年（昭和14年） - 彩華色素工業株式会社に改組
- 1944年（昭和19年） - 大日精化工業株式会社に改称、オフセットインキ事業に参入
- 1948年（昭和23年） -  塩化ビニル用着色剤を開発上市、プラスチック用着色剤事業に参入
- 1950年（昭和25年） -  ビニルシートインキを開発上市、グラビアインキ事業に参入
- 1953年（昭和28年） -  合成繊維原液着色剤、織布用捺染着色剤事業に参入
- 1955年（昭和30年） -  オレフィン樹脂用着色剤上市
- 1967年（昭和42年） -  ウレタン樹脂事業に参入
- 1969年（昭和44年） -  東証1部上場
- 1972年（昭和47年） -  大日精化（香港）有限公司を設立
- 1974年（昭和49年） -  台精化学工業股份有限公司を設立
- 1975年（昭和50年） -  プラスチック用CCM技術を発表
- 1976年（昭和51年） -  紫外線硬化型コーティング剤事業に参入、三宝精密化学工業株式会社を設立
- 1984年（昭和59年） -  ダイカラーイタリーS.R.L.を設立
- 1985年（昭和60年） -  天然物由来高分子事業に参入
- 1988年（昭和63年） -  ハイテック・カラーINC.を設立
- 1989年（平成元年） -  プラロイMTD B.V. を設立、大日カラー・タイランドLTD.を設立
- 1994年（平成6年） -  上海三井複合塑料有限公司を設立
- 1995年（平成7年） -  PT. ハイテック インキインドネシアを設立、東莞大日化工厰有限公司を設立
- 1997年（平成9年） -  大日精化（香港）化工廠有限公司を設立
- 2003年（平成15年） -  大日精化（上海）化工有限公司を設立
- 2005年（平成17年） -  大日精化貿易（深圳）有限公司を設立
- 2006年（平成18年） -  大日カラーベトナムCO.,LTD. を設立
- 2008年（平成20年） -  大日カラーインディア・プライベートLTD. を設立
- 2016年（平成28年） -  亞祿股份有限公司を子会社化
- 2021年（令和3年） -  坂東製造事業所稼働開始

## 製品の適用例
- 輸送機器分野
  - シートなどの内装部材用着色剤やコーティング剤
  - 塗料用顔料や外装部材用着色剤
  - ワイヤーハーネスなど電気系統部材用着色剤

- 衣料品・服飾品分野
  - ウエアラブル製品用樹脂
  - 合成繊維用着色剤
  - Tシャツなどへのプリント材料
- 包装分野
  - 紙・フィルム用印刷インキ
  - レトルトパウチ用印刷インキや接着剤
  - 飲料ボトルのキャップや容器用着色剤
- 情報・電子分野
  - 液晶カラーフィルタ用顔料
  - インクジェットプリンター用顔料
  - 家電や情報端末の筐体用着色剤

- 広告・出版分野
  - 雑誌・広告用の印刷インキ
  - カレンダー・美術書用のインキ
- 化粧品・トイレタリー分野
  - ファンデーション用材料
  - スキンケア用品やローション用材料
  - プラスチック容器用着色剤
- 建材・設備、産業資材分野
  - 建築塗料用顔料
  - 化粧合板や床材用印刷インキやコーティング剤
  - テントや建設資材用着色剤

## 拠点
- 営業拠点
  - 本社（東京都中央区）
  - 東日本支社（東京都中央区）
  - 北海道支店（札幌市手稲区）
  - 静岡営業所（静岡県静岡市）
  - 富士営業所（静岡県富士市）
  - 中部支社（名古屋市中区）
  - 北陸支店（富山県富山市）
  - 西日本支社（大阪市北区）
  - 岡山支店（岡山市北区）
  - 広島支店（広島市南区）
  - 四国支店（香川県丸亀市）
  - 九州事業所（九州大日精化工業株式会社）（福岡県福岡市）
- 生産・技術サービス拠点
  - 北海道支店（札幌市手稲区）
  - 坂東製造事業所（茨城県坂東市）
  - 川口製造事業所（埼玉県川口市）
  - 東京製造事業所（東京都足立区）
  - 東海製造事業所（静岡県磐田市）
  - 大阪製造事業所（大阪府東大阪市）
  - 滋賀製造所（滋賀県甲賀市）
  - 佐倉製造事業所（浮間合成株式会社 佐倉製造事業所）（千葉県佐倉市）
  - 成田製造所（ハイテックケミ株式会社）（千葉県成田市）
  - 加須製造事業所（大日カラー・コンポジット株式会社）（埼玉県加須市）
  - 東郷製造事業所（大日カラー・コンポジット株式会社 東郷製造事業所）（愛知県東郷町）
  - 交野製造事業所（大日カラー・コンポジット株式会社 交野製造事業所）（大阪府交野市）
  - 九州事業所（九州大日精化工業株式会社）（福岡県福岡市）
  - 熊本事業所（九州化工株式会社）（熊本県宇土市）
- 海外
  - アジア：中国、台湾、インドネシア、ベトナム、タイ、インド
  - 米州：アメリカ
  - 欧州：イタリア、オランダ